# Петър Кочич
Петър Кочич (на сръбски: Петар Кочић; 29 юни 1877, Стричичи – 27 август 1916 г., Белград) е сръбски и босненски писател, драматург, обществен деец и сатирик. Един от видните дейци на сръбската литература от началото на 20 век.

## Биография
Роден е в Стричичи, тогава в Османската империя, днес в регион Баня Лука, Република Сръбска в състава на Босна и Херцеговина. Учи славистика във Виенския университет. Преподава в гимназия в Скопие. Живее в Сараево, в края на живота си – в Белград.
Активен радикален политик, Кочич изразява несъгласие с австро-унгарската окупация и анексирането на Босна и Херцеговина. Поради своите радикални възгледи, на два пъти – през 1907 и 1909 г., е преследван от австро-унгарски власти и арестуван. През 1910 г. е избран за член на босненския парламент.
Погребан в Новото гробище в Белград.

## Творчество
В историята на сръбската литература остава като писател и сатирик (сборника разкази „От планините и от подножието“, (1902 – 1905), „Стон от Змияня“, (1910), сатиричната пиеса „Язовец пред съда“ (1904) и други произведения). Творчеството на Кочич е посветено на трагичната съдба на босненските селяни, измъчени от турското управление и феодална експлоатация, последвани от мерките на австро-унгарските власти. В своите прозаични и драматични произведения, предава живота и съдбата на героите, както и цветисти примери от народната реч, реалистично и с голяма доза сатира изобразява негативните социални последици от управлението на Австро-Унгария.
Неговият най-важен труд е сатиричната пиеса „Язовец пред съда“ („Jazavac pred sudom“, 1904), която остава дълго време на сцената и се радва на голям успех сред зрителите.

## Признание
Животът и творчеството на Петър Кочич се радват на голямо уважение в родината си.
- В няколко градове на Сърбия и Босна и Херцеговина в негова чест са издигнати паметници.
- Снимка на писателя е поставен върху всички банкноти на динара на Република Сръбска от емисията от 1993 г. и на номинала от 100 конвертируеми марки на валутата на Босна и Херцеговина от емисията от 1998 г.
- Пощата на Югославия издава марка през 1977 г., посветена на 100-годишнината на писателя
- Учредени са литературните награди „Кочичево перо“ и „Кочичева книга“.
- В периода 1980 – 1999 г. Народната и университетската библиотека на Република Сръбска носи неговото име.

## Избрани произведения
- Сабрана дјела, в 3 тома, 1967 г.